# Gare de Coutras
Gare de Coutras vasútállomás Franciaországban, Coutras településen.

## Vasútvonalak
Az állomást az alábbi vasútvonalak érintik:
- Párizs–Bordeaux-vasútvonal
- Coutras-Tulle-vasútvonal
- Ligne de Cavignac à Coutras

## Kapcsolódó állomások
A vasútállomáshoz az alábbi állomások vannak a legközelebb:
- Gare de Saint-Denis-de-Pile (Gare de Bordeaux-Saint-Jean, Párizs–Bordeaux-vasútvonal)
- Gare des Églisottes (Paris Gare d’Austerlitz, Párizs–Bordeaux-vasútvonal)
- Gare de Montpon-Ménestérol
- Gare de Saint-Médard-de-Guizières
- Gare de Saint-Seurin-sur-l'Isle
- Gare de Libourne